# العلاقات الإسبانية المالية
العلاقات الإسبانية المالية هي العلاقات الثنائية التي تجمع بين إسبانيا ومالي.

## مقارنة بين البلدين
هذه مقارنة عامة ومرجعية للدولتين:
| وجه المقارنة                                              | إسبانيا                                                                             | مالي            |
| --------------------------------------------------------- | ----------------------------------------------------------------------------------- | --------------- |
| المساحة (كم2)                                             | 505.99 ألف                                                                          | 1.24 مليون      |
| عدد السكان (نسمة)                                         | 46.73 مليون                                                                         | 18.54 مليون     |
| الكثافة السكانية (ن./كم²)                                 | 92.35                                                                               | 14.95           |
| العاصمة                                                   | مدريد                                                                               | باماكو          |
| اللغة الرسمية                                             | اللغة الإسبانية، اللغة الغاليسية، لغة بشكنشية، اللغة الكتالونية، اللغة الأوكسيتانية | لغة فرنسية      |
| العملة                                                    | يورو، بيزيتا إسبانية                                                                | فرنك غرب أفريقي |
| الناتج المحلي الإجمالي (بليون دولار)                      | 1.31 تريليون                                                                        | 15.29 مليار     |
| الناتج المحلي الإجمالي (تعادل القوة الشرائية) بليون دولار | 1.77 تريليون                                                                        | 35.69 مليار     |
| الناتج المحلي الإجمالي الاسمي للفرد دولار أمريكي          | 28.16 ألف                                                                           | 724             |
| الناتج المحلي الإجمالي للفرد دولار أمريكي                 | 38.00 ألف                                                                           | 1.60 ألف        |
| مؤشر التنمية البشرية                                      | 0.876                                                                               | 0.419           |
| رمز المكالمات الدولي                                      | +34                                                                                 | +223            |
| رمز الإنترنت                                              | .es                                                                                 | .ml             |
| المنطقة الزمنية                                           | ت ع م+01:00، ت ع م+02:00                                                            | 00              |

## مدن متوأمة
في ما يلي قائمة باتفاقيات التوأمة بين مدن إسبانية ومالية:
- ترتبط فيغاس ديل خينيل مع Ouagadou [الإنجليزية]‏ باتفاقية توأمة.

## منظمات دولية مشتركة
يشترك البلدان في عضوية مجموعة من المنظمات الدولية، منها:
| علم المنظمة | اسم المنظمة                               | تاريخ انضمام إسبانيا | تاريخ انضمام مالي |
| ----------- | ----------------------------------------- | -------------------- | ----------------- |
|             | مؤسسة التنمية الدولية                     | 18 أكتوبر 1960       | 27 سبتمبر 1963    |
|             | الأمم المتحدة                             | 14 ديسمبر 1955       | 28 سبتمبر 1960    |
|             | منظمة التجارة العالمية                    | ?                    | ?                 |
|             | منظمة الشرطة الجنائية الدولية             | ?                    | ?                 |
|             | المركز الدولي لتسوية المنازعات الاستشارية | 17 سبتمبر 1994       | 2 فبراير 1978     |
|             | الاتحاد الدولي للاتصالات                  | 1866                 | 21 أكتوبر 1960    |
|             | الفريق المعني برصد الأرض                  | ?                    | ?                 |
|             | البنك الدولي للإنشاء والتعمير             | 15 سبتمبر 1958       | 27 سبتمبر 1963    |
|             | الاتحاد البريدي العالمي                   | ?                    | ?                 |
|             | منظمة حظر الأسلحة الكيميائية              | ?                    | ?                 |
|             | مؤسسة التمويل الدولية                     | 24 مارس 1960         | 9 مايو 1978       |
|             | البنك الإفريقي للتنمية                    | ?                    | ?                 |
|             | وكالة ضمان الاستثمار متعدد الأطراف        | 29 أبريل 1988        | 22 أكتوبر 1992    |
|             | يونسكو                                    | 30 يناير 1953        | 7 نوفمبر 1960     |

## أعلام
هذه قائمة لبعض الشخصيات التي تربطها علاقات بالبلدين:
- أداما تراوري (لاعب كرة قدم إسباني، 25 يناير 1996[22] – )

## وصلات خارجية
- موقع وزارة الخارجية الإسبانية